# Gospa Snježna
Obljetnica posvete bazilike svete Marije Velike (Santa Maria Maggiore) u Rimu u narodu je slavljena kao Gospa Snježna, Gospa od Sni(je)ga, Ledena Gospa ili Majka Božja Snježna katolički je marijanski spomendan koji se slavi 5. kolovoza.

## Povijest
Blagdan nosi ovaj naziv prema legendi nastaloj u 13. stoljeću, po kojoj se u noći 3. kolovoza 352. Gospa ukazala tadašnjem papi Liberiju i rimskome patriciju Ivanu. U tom ukazanju naredila im je da joj u čast izgrade crkvu na mjestu koje će biti obilježeno snijegom. Snijeg je pao 5. kolovoza na Eskvilinu, jednom od sedam rimskih brežuljaka. Papa Liberije je osobno motikom obilježio granice buduće bazilike. Bazilika Santa Maria Maggiore jedna je od četiri velike bazilike u Rimu, a po papi Liberiju i nosi naziv Liberijanska bazilika.  Naknadno ju je preuredio papa sv. Siksto III. te je, u spomen Efeškog sabora na kojem je donesena dogma o Marijinom Bogomajčinstvu, posvetio Presvetoj Bogorodici.

## Ikonografija
Umjetnici prikazuju Gospu Snježnu okruženu anđelima koji u rukama ili na pladnjevima nose grude snijega. Neki umjetnici prikazuju viđenje pape u snu. U ikonografiji često je prikazan i patricije Ivan i njegova supruga kako se klanjaju pred papom. U samoj bazilici nalazi se i najstariji prikaz sv. Marije Snježne na mozaiku iz 1308. godine.

## Štovanje
Štovanje Gospe Snježne seže u 13. stoljeće. Kod Hrvata već u 14. stoljeću u Segetu Donjem kod Trogira sagrađena je crkva u čast Gospi od Sniga. Franjevačka crkva Gospe od Snijega u Cavtatu sagrađena je 1484. godine. Crkva Svete Gospe Snježne u Čepiću kod Šterne, prema nekim izvorima sagrađena je 1492. godine. Uz neka svetišta, primjerice na Stomorici iznad Duća, vezuju se čudesna izlječenja. Neka svetišta vjernici posjećuju kroz godinu preporučujući se zagovoru Gospe Snježne, poput Tihog svetišta u Osijeku.

## Svetišta
- Bazilika Svete Marije Velike, Rim
- Crkva Blažene Djevice Marije Volavske (Snježne) u Volavju
- Crkva Gospe od Sniga na Stomorici iznad Duća, Omiš
- Crkva Gospe od Sniga u Kukljici na Ugljanu, u uvali Zdrelašćica zavjetna je barokna crkva iz 17. stoljeća gdje se blagdan Gospe Snježne slavi neprekidno od 1514. godine s velebnom procesijom morem, kipom Majke Božje na brodu i regatom nekoliko stotina raznovrsnih brodova
- Crkva Gospe Snježne u Osijeku[4]
- Crkva Majke Božje Snježne u Risvici
- Crkva Svete Marije Snježne u Dubovcu
- Franjevački samostan Gospe od Snijega, Cavtat[5]
- Kapela Gospe Snježne u Orašcu[6]
- Kapela Snježne Gospe u Vidovcima
- Kapelica Marije Snježne, Medvednica[7]
- Svetište Gospe Tekijske kod Petrovaradina
- Svetište Majke Božje Snježne u Liču[8]
- Župa Blažene Djevice Marije Snježne, Belec
- Crkva Blažene Djevice Marije Snježne u Belcu, jedan je od najljepših sakralnih interijera baroknog razdoblja u Hrvatskoj
- Župa Blažene Djevice Marije Snježne, Dubranec
- Crkva Gospe Snježne u Dubrancu
- Župa Blažene Djevice Marije Snježne, Karlovac – Dubovac
- Župa Blažene Djevice Marije Snježne i pavlinski samostan, Karlovac – Kamensko
- Župa Blažene Djevice Marije Snježne, Krivi Put[9]
- Župa Blažene Djevice Marije Snježne, Kutina[10]
- Župa Gospe od Sniga, Pupnat[11]
- Crkva Gospe Snježne, Borje, župa Orebić
- Župa Gospe Snježne, Selci Đakovački
- Župa Majke Božje Snježne, Ljubešćica[12]
- Župa Majke Božje Snježne, Trnovec Bartolovečki[13]
- Župa Snježne Gospe, Harkanovci
- Župa Snježne Gospe, Vid
- Župna crkva Gospe Snježne u Vidu
- Crkva Gospe Snježne, Postinje Donje kod Muća
- Crkva Gospe od Sniga, Drid kod Trogira
- Crkva Gospa od Sniga, Kaštel Kambelovac
- Crkva Gospa od Sniga, Kaštel Gomilica
- Crkva Gospa Snježna, Banjol na Rabu
- Crkva Gospe od Sniga, Seget Donji
- Crkva Gospe od Sniga, Mosor
- Kapelica Gospe Snježne, Blato (Zagreb)
- Crkva Majke Božje Snježne, Dubranec (Vukomeričke gorice)
- Crkva Blažene Djevice Marije Snježne, Volavje kod Jastrebarskog
- Crkva Gospe Snježne,  Cres
- Kapelica Majke Božje Snježne, Jelenc kod Kamenice
- Crkva Gospe Snježne,  Dubovac kod Karlovca
- Crkva Svete Marije od Snijega, pokraj sela Maružine kod Kanfanara
- Crkva Svete Marije od Snijega, na brdu Padova kod Kašćerge (Pazina)
- Crkva Svete Marije od Snijega, Brnobićima kod (Huma) Buzeta
- Crkva Svete Marije od Snijega,   Materadi kod Umaga
- Crkva Svete Marije od Snijega, u Rovinjskom Selu
- Crkva Svete Marije od Snijega, Lič kod Fužina
- Crkva Svete Marije od Snijega, Červara kod Kanfanara
- Crkva Majke Božje Snježne, Merhatovac (sjeverni dio Međimurske županije)
- Gospa Snježna, Malinovac u općini Magadenovac (kod Našica)
- Crkva Gospe Snježne, Mošnica (Omiš)
- Crkva Snježne Gospe, Poljaci kod Brčkoga
- Crkva Gospe Snježne, Deževice kod Kreševa (BiH)
- Crkva Gospe Snježne, Barzonja, Park prirode Blidinje
- Kapelica Gospe Snježne na Galici (Vlašić)
- Crkva Snježne Gospe, Žablje u Bačkoj (Srbija)
- Crkva Snježne Gospe, Škaljari kod Kotora (Crna Gora)
- Crkva Snježne Gospe, Kućani, župa Gračac, Općina Prozor-Rama
- Crkva Gospe od Sniga u Kukljici
- Crkva Gospe od Sniga u Krnezi
- Crkva Gospe Snježnje u Mandrama, Otok Pag